# Santiago de Calatrava
Santiago de Calatrava ist eine südspanische Gemeinde (municipio) mit 657 Einwohnern (Stand: 2024) im Westen der Provinz Jaén in der Autonomen Gemeinschaft Andalusien.

## Lage
Santiago de Calatrava liegt gut 39 Kilometer (Luftlinie) westsüdwestlich vom Stadtzentrum von Jaén in einer Höhe von ca. 385 m. 

## Bevölkerungsentwicklung
| Jahr      | 1970  | 1980  | 1990  | 2000 | 2010 | 2020 |
| Einwohner | 1.793 | 1.159 | 1.005 | 909  | 819  | 690  |

## Sehenswürdigkeiten
- Kirche Marien Stern (Iglesia de Nuestra Señora de la Estrella)

## Persönlichkeiten
- Juan Barranco (* 1947), Politiker (PSOE)